# Світлодарське
Світлода́рське — вантажно-пасажирська залізнична станція Лиманської дирекції Донецької залізниці. Розташована між м. Світлодарськ та с. Семигір'я, Бахмутський район, Донецької області на лінії Микитівка — Попасна між станціями Доломіт (7 км) та Роти (9 км). Від станції є вантажне відгалуження в напрямку Вуглегірська (22 км).
Через військову агресію Росії на сході України транспортне сполучення припинене.